# Mevo'ot HaHermon
Le conseil régional de Mevo'ot HaHermon, en hébreu : מועצה אזורית מבואות החרמון, est situé à partir de la rive Nord du lac de Tibériade, jusqu'à la frontière du Liban et le mont Hermon, dans le district Nord d'Israël. Fondé en 1981, sa population s'élève, en 2016, à 7 151 habitants.

## Liste des communautés

Le conseil régional de Mevo'ot HaHermon (en vert) sur la carte d'Israël.

Moshavim
- Amnun (en)
- Beit Hillel (en)
- Dishon (en)
- Elifelet (en)
- Kahal (en)
- Margaliot (en)
- Mishmar HaYarden (en)
- Ramot Naftali (en)
- Sde Eliezer (en)
- She'ar Yashuv (en)
- Yuval

Municipalités communautaires
- Karkom (en)
- Korazim (en)

## Source de la traduction
- (en) Cet article est partiellement ou en totalité issu de l’article de Wikipédia en anglais intitulé « Mevo'ot HaHermon Regional Council » (voir la liste des auteurs).